# Hyperion (Schiff, 1936)
HMS Hyperion (H97) war ein Zerstörer der H-Klasse der britischen Royal Navy. Die zweite Hyperion der Royal Navy bildete mit ihren Schwesterschiffen ab 1937 die bei der „Mediterranean Fleet“ eingesetzte „2nd Destroyer Flotilla“.
Der seit November 1939 in Bermuda stationierte Zerstörer sollte deutsche Handelsschiffe an der Rückkehr in das Deutsche Reich aus mittelamerikanischen Häfen hindern. Die Hyperion stellte im Dezember 1939 nach amerikanischen Positionsmeldungen östlich von Kap Hatteras das deutsche Passagierschiff Columbus, das sich bei der Annäherung des Zerstörers selbst versenkte, um einer Aufbringung zu entgehen.

Ab Ende Mai 1940 wieder bei der britischen Mittelmeerflotte eingesetzt, nahm der Zerstörer im Juli an der Seeschlacht bei Punta Stilo und der Seeschlacht bei Kap Spada als Teil der Sicherungskräfte für schwerere Einheiten teil.
Bei der Sicherung der Überführung des Schlachtschiffs Malaya von Alexandria nach Gibraltar lief der Zerstörer am 22. Dezember 1940 vor Pantelleria auf eine Mine, die von italienischen Zerstörern gelegt worden war. Da eine Bergung angesichts der Nähe zu italienischen Luftstützpunkten nicht möglich war, musste das schwer beschädigte Schiff von dem Zerstörer Janus auf 37° 4′ N, 11° 31′ O versenkt werden.

## Die Geschichte des Schiffes
Das Schiff lief am 6. April 1936 als zweiter bei Swan Hunter in Wallsend gebauter Zerstörer der H-Klasse vom Stapel. Die Hyperion wurde am 3. Dezember 1936 als fünfter Zerstörer der Klasse in Dienst gestellt.

Sie war weitgehend ein Standardzerstörer der Klasse, verdrängte 1350 t.l. (max. 1883 t.l.), war 98,5 m lang, 10,1 m breit und hatte einen Tiefgang von 3,8 m. Die Bewaffnung des Schiffes umfasste vier 4,7-inch-(120-mm)-L/45-Mk.IX-Kanonen. Zur Abwehr von Luftangriffen standen zwei Vierfach-0,5-inch-Vickers-Mk.III-MGs zur Verfügung. Wie alle Zerstörer der Klasse hatte sie zwei Vierfach-21-inch-Torpedorohrsätze. Zur Abwehr von U-Booten verfügte der Zerstörer über eine Abwurfschiene und zwei Wasserbombenwerfer und hatte 20 Wasserbomben an Bord, die schon kurz nach dem Kriegsbeginn auf 35 verstärkt wurden.

Im Krieg wurde auch die Luftabwehr des Zerstörers verstärkt. Der hintere Torpedorohrsatz wurde 1940 durch ein 12-Pfünder-(76-mm)-Flugabwehrgeschütz ersetzt. 1940 erhielt sie wohl auch noch zwei 20-mm-Oerlikon-Kanonen.
Abweichend von den Standardzerstörern hatte die Hyperion nur zwei Admiralitätskessel und zu Vergleichszwecken einen Johnson-Hochdruckkessel.

### Einsätze bei der Royal Navy
Der Zerstörer wurde zunächst gemeinsam mit den anderen Schiffen der Klasse in der 2. Zerstörerflottille im Mittelmeer mit Malta als Basis eingesetzt. Die Flottille nahm während des Spanischen Bürgerkriegs an den sogenannten Neutralitätspatrouillen vor der spanischen Küste im westlichen Mittelmeer teil. Im August 1939 traf das Schiff zu einer routinemäßigen Überholung aus dem Mittelmeer in Portsmouth ein. Die angespannte politische Lage führte Mitte August zu einer Beschränkung des Werftaufenthalts auf die notwendigen Reparaturen. Am 27. August 1939 verlegte der Zerstörer dann mit dem in Devonport überholten Schwesterschiff Hunter und der in Sheerness auch nur beschränkt überholten Havock über Gibraltar nach Freetown, wo die Zerstörer am 4. September 1939 eintrafen.

### Kriegseinsätze
Freetown war bei Kriegsbeginn auch Einsatzbasis des Stationskreuzers Neptune der „South Africa Station“. Dazu traf wenige Tage später auch noch der Zerstörer Hotspur nach einer Überholung in Großbritannien dort ein. Mitte Oktober 1939 wurde Freetown Basis der „Force K“ der Royal Navy, zu der aus der Heimat der Schlachtkreuzer Renown und der Flugzeugträger Ark Royal sowie aus dem Mittelmeer der Flottillenführer Hardy und die vier restlichen Zerstörer der H-Klasse traten. Die Verstärkung der Kräfte im Mittel- und Südatlantik war gegen das im Handelskrieg eingesetzte deutsche Panzerschiff Admiral Graf Spee gerichtet. Noch im Oktober wurde aber ein Teil der Zerstörer auf andere Basen verteilt und die Hyperion kam so im November mit der Hunter nach Bermuda, um Sicherungs- und Überwachungsaufgaben im östlichen Atlantik wahrzunehmen.

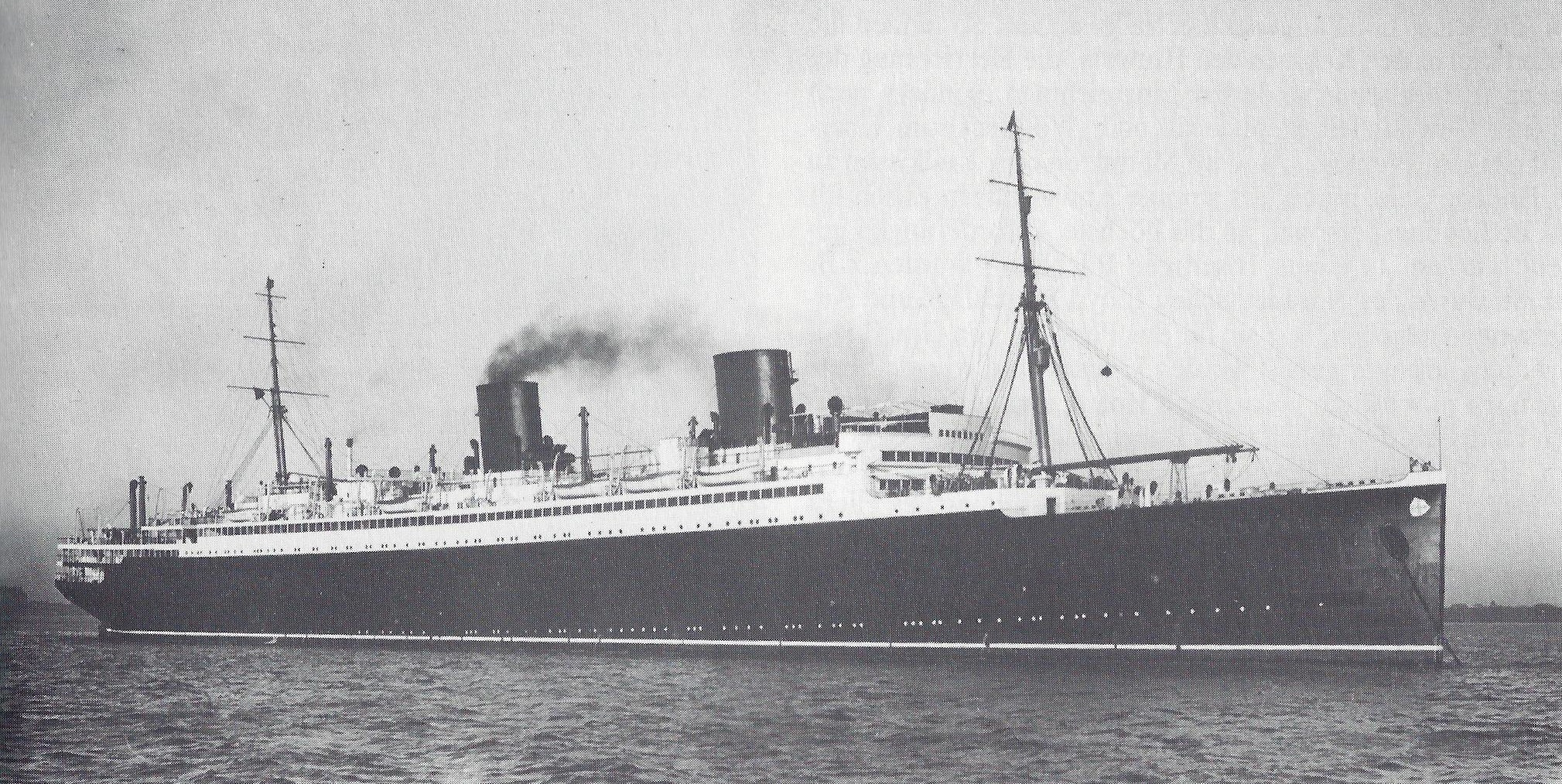
Die Columbus

Dort fing die Hyperion am 19. Dezember 1939 320 sm östlich von Kap Hatteras die 32.581 BRT große Columbus des Norddeutschen Lloyd ab. Das deutsche Kreuzfahrtschiff hatte vor dem Kriegsbeginn seine Passagiere in Havanna an Land gegeben und dann das neutrale Vera Cruz angelaufen. Am 14. Dezember 1939 hatte die Columbus den neutralen Hafen verlassen, um nach Deutschland durchzubrechen. US-amerikanische Zerstörer hatten das deutsche Schiff im Golf von Mexiko begleitet und in offenen Funksprüchen die Positionen der Columbus berichtet. Der schwere Kreuzer Tuscaloosa, der zuletzt dem deutschen Schiff folgte, behielt diese Praxis bei. Bei der Annäherung des britischen Zerstörers leitete die Besatzung der Columbus die vorbereitete Selbstversenkung ihres Schiffes ein, um einer Aufbringung zu entgehen.
Im Januar 1940 wurde die Hyperion in die Gewässer um die Britischen Inseln zurückbefohlen und ab dem 25. Januar auf der Marinewerft in Portsmouth überholt. Am 6. März kehrte der Zerstörer wieder einsatzbereit zur Flotte in Scapa Flow zurück. Er wurde den britischen Einheiten zugeteilt, die vor Norwegen Maßnahmen zur Unterbindung der deutschen Eisenerzversorgung über Narvik durchführen sollte. Am 5. April stieß die Hyperion im Rahmen der der Operation Wilfred zur Deckungsgruppe mit Schlachtkreuzer Renown und Zerstörern Hero, Greyhound und Glowworm vor Norwegen. Die Glowworm verlor in schwerem Sturm beim Versuch der Bergung eines über Bord gefallenen Matrosen den Anschluss, traf auf den Schweren Kreuzer Admiral Hipper und wurde am 8. der erste Zerstörerverlust der Royal Navy bei dem Versuch der Abwehr der deutschen Besetzung Norwegens.

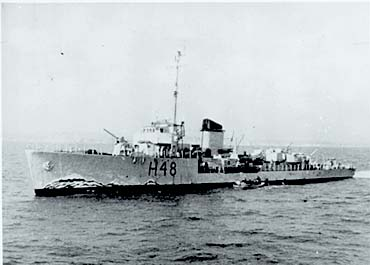
Der kleine Zerstörer Sleipner

Hero und Hyperion täuschten die Verlegung einer Minensperre nahe Bud vor, während die Minenleger-Zerstörer Express, Esk, Icarus und Impulsive, gesichert von der 2. Zerstörer-Flottille mit Hardy, Havock, Hunter und Hotspur, bei Bodø eine echte Minensperre legten. Sie übergaben die Warnung vor der angeblichen Minensperre im Romsdalsfjord dem norwegischen Zerstörer Sleipner und gingen dann zum Auftanken nach Sullom Voe. Am ersten Angriff auf die deutschen Zerstörer in Narvik am 10. April durch fünf Zerstörer der britische 2. Flottille, bei dem zwei verloren gingen und zwei schwer beschädigt wurden, nahmen Hero und Hyperion nicht teil. Die Hyperion blieb bis zum 4. Mai 1940 vor Norwegen im Einsatz und war zuletzt an der Evakuierung alliierter Truppen aus Åndalsnes und Molde beteiligt.
Ein geplanter Einsatz vor der niederländischen Küste unterblieb und ab Mitte Mai 1940 wurden alle einsatzfähigen Schiffe der Flottille ins Mittelmeer verlegt, wo sie in Alexandria stationiert wurden. Die Hyperion wurde zur Eskorte von Konvois herangezogen und nahm am 9. Juli 1940 an der Seeschlacht bei Punta Stilo in der „Force C“ um die Schlachtschiffe Malaya und Royal Sovereign sowie den Flugzeugträger Eagle mit neun weiteren Zerstörern, darunter den Schwesterschiffen Hostile und Hasty, teil.

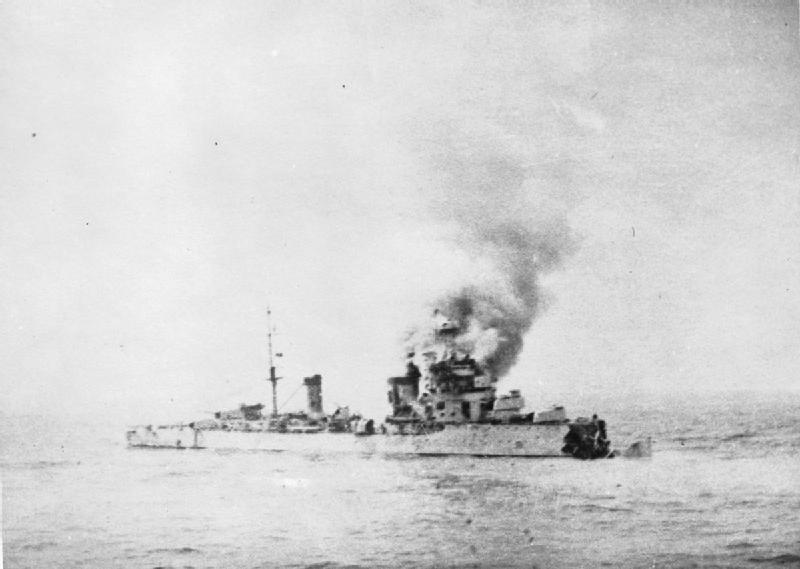
Die schwer beschädigte Colleoni

Nur wenige Tage später folgte die Seeschlacht bei Kap Spada am 19. Juli, in der der italienische Leichte Kreuzer Bartolomeo Colleoni durch einen britischen Verband versenkt werden konnte, der vom Leichten Kreuzer Sydney angeführt wurde. Der von der Sydney in Brand geschossene italienische Kreuzer sank nach Torpedotreffern von Ilex und Hyperion. Die britischen Zerstörer (Havock, Hyperion, Hasty, Hero und Ilex) retteten 525 Mann der gesunkenen Colleoni. Das die Colleoni begleitende Schwesterschiff Giovanni dalle Bande Nere konnte nach Bengasi entkommen.
Am 25. September 1940 beschoss die Hyperion mit den Zerstörern Hereward, Janus und Mohawk militärische Ziele bei Sidi Barrani.
Im November wurde der Zerstörer zu einem weiteren Malta-Geleit herangezogen. Nach dem Ende der Geleitaufgabe griff der Flugzeugträgers Illustrious mit seinen Swordfish-Torpedobombern die italienischen Schlachtflotte im süditalienischen Flottenstützpunkt Tarent an. Die Illustrious stieß aus der Deckungsflotte mit den Kreuzern Berwick, Glasgow, Glouchester und York sowie den Zerstörern Hasty, Havock, Hyperion und Ilex zur geeigneten Startposition für den Luftangriff in der Nacht zum 12. November 1940 vor.
Gegen die Unterstützung des britischen Heeres durch die Beschießung italienischer Stellungen und Nachschubwege von See durch die Royal Navy setzte die italienische Marine im Dezember 1940 drei U-Boote ein, von denen Neghelli am 13. den durch drei Zerstörer gesicherten Kreuzer Coventry torpedieren konnte. Bei dem folgenden Einsatz zur Unterstützung der britischen 8. Armee vor der nordafrikanischen Küste am 14. Dezember 1940 gelang es Hyperion und Hereward vor Bardia, das italienische U-Boot Naiade zu versenken.

### Das Ende derHyperion

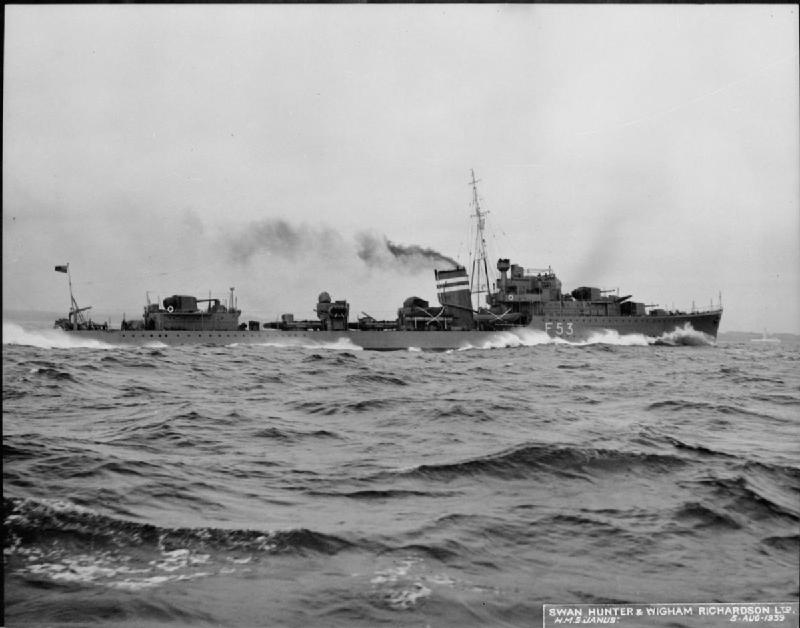
Die Janus

Unmittelbar im Anschluss an diesen Erfolg war die Hyperion ab dem 16. Dezember an der Überführung des Schlachtschiffs Malaya von Alexandria nach Gibraltar und der Sicherung des Konvois MW 5 von acht Frachtern nach Malta beteiligt. Nachdem das Schlachtschiff und zwei aus Malta zurücklaufende Transporter jenseits der Straße von Sizilien an die Zerstörer Duncan, Jaguar, Encounter und Isis der Force H zum weiteren Geleit nach Gibraltar übergeben waren, versuchten Hyperion, Jervis und Ilex am 22. Dezember 1940 den Rückmarsch durch die Straße von Sizilien. Die Hyperion lief auf eine Mine in einem von italienischen Zerstörern zwischen Kap Bon und Pantelleria gelegten Minenfeld. Zwei Versuche der Ilex, die schwer beschädigte Hyperion abzuschleppen, scheiterten. Da eine Bergung angesichts der Nähe zu italienischen Luftstützpunkten nicht möglich war, übernahm die Ilex die Besatzung der Hyperion (zwei Vermisste) und der Zerstörer Janus versenkte das schwer beschädigte Schiff auf 37° 4′ N, 11° 31′ O.